# Air Force Reserve Command

Heraldisk sköld.

Air Force Reserve Command (förkortning: AFRC) är ett huvudkommando inom USA:s flygvapen som omfattar de ständigt federala reservstyrkor som inte ingår i det aktiva/reguljära flygvapnet eller i flygnationalgardet. I reserven finns tre numrerade flygvapen (motsvarar ett mellanting mellan en armékår och armédivision) och utgör 14 procent av det sammanlagda flygvapnet (personalstyrkan uppgår därmed till cirka 80 000).
Det nuvarande namnet och organisationen härrör från 1997 och högkvarteret finns vid Robins Air Force Base i delstaten Georgia.
I väntan på att USA:s rymdstyrka upprättar en egen reservstyrka så ingår 310th Space Wing (310 SW) tills vidare i Air Force Reserve Command.

## Förband
| Vapensköld | Namn                    | Förkortning | Basering                                               | Beskrivning |
|            | Fourth Air Force        | 4 AF        | March Air Reserve Base, Kalifornien                    | Strategiskt transportflyg och lufttankning som kan förstärka Air Mobility Command.                                                                           |
|            | Tenth Air Force         | 10 AF       | Naval Air Station Joint Reserve Base Fort Worth, Texas | Främst diverse stridsflyg (Air Combat Command) och mindre inslag av bombflyg med B-52 (Air Force Global Strike Command) samt rymdförband (USA:s rymdstyrka). |
|            | Twenty-Second Air Force | 22 AF       | Dobbins Air Reserve Base, Georgia                      | Taktiskt transportflyg med olika varianter av C-130. |

## Uppdrag
De flesta förmågor som finns inom det reguljära flygvapnet finns även i reserven. Det finns dock två förmågor som enbart finns i reserven:
- Luftburen besprutning av bekämpningsmedel (herbicid eller insekticid);
- Orkan och väderspaning med WC-130 (särskilt utrustad C-130 Hercules), i samverkan med National Oceanic and Atmospheric Administration (NOAA).

Reserven liksom flygnationalgardet har även möjlighet att delta i brandbekämpning (vattenbegjutning) vid skogsbränder med specialutrustade C-130 Hercules (Modular Airborne Fire Fighting System).